# Juan Nepomuceno Mier y Altamirano
Juan Nepomuceno Mier y Altamirano (1780–1845) (Juan Nepomuceno Altamirano) fue un abogado, juez, político y poeta mexicano de principios del siglo XIX. Sus padres fueron José Manuel Altamirano y María Ignacia Ortiz de Zárate.  Estudió Derecho en la Real y Pontificia Universidad de México. Mientras realizaba sus estudios, desarrolló el gusto por la poesía, en cuyo ámbito incursionó. Realizó varios poemas y colaboró con escritos en el Diario de México, los cuales firmó con sus iniciales J. N. M. A. o con el anagrama Maromani Altieri.
Se casó el 13 de mayo de 1815 en Santiago de Querétaro con doña Manuela Arroyo Juárez con quien tuvo varios hijos, entre ellos a Juan, María Rafaela y Josefa Mier y Altamirano Arroyo.  Entre sus descendientes, se puede nombrar a su nieto, el académico y científico José Donaciano Morales y Mier Altamirano.

## Participación en la Independencia de México
Realizó su pasantía de abogado en el estudio del licenciado Mariano Lasso de la Vega, quien trabajaba en la ciudad de Santiago de Querétaro desde finales de 1809 o principios de 1810. Este letrado era buen amigo del corregidor de esa ciudad, Don Miguel Domínguez, y de su esposa Doña Josefa Ortiz de Domínguez con quienes Mier y Altamirano empezó a asistir a unas supuestas juntas literarias donde se leían y se analizaban diversas obras, pero en las cuales pronto empezaron a discutirse ideas libertarias y a planearse un levantamiento para conseguir la independencia del país y a favor del rey Fernando VII, quien había sido derrocado por el ejército francés de Napoleón Bonaparte desde 1808. Mier y Altamirano pronto fue parte importante de este grupo de personalidades que se reunía en torno a lo que luego se llamó la Conspiración de Querétaro. 
Entre los participantes de la conspiración, además de Mier y Altamirano, estaban los militares Ignacio Allende, Juan Aldama, Mariano Abasolo, y Joaquín Arias, los abogados Lorenzo de la Parra y Manuel Maria Ramírez de Arellano, el mismo corregidor y su esposa, y otros como  Antonio Téllez, Ignacio Pérez Álvarez, Emeterio González, Epigmenio González, Mario Lozada, Luis Mendoza, José Ignacio Villaseñor, Pedro Antonio de Septién Montero y Asturi, y los religiosos Don José María Sánchez (tío de Juan Nepomuceno Mier y Altamirano) y Don Miguel Hidalgo y Costilla, además de aquellos a quienes se nombran como responsables de que la conspiración fuera descubierta por las autoridades, entre quienes estaban Manuel Mariano Iturriaga de Alzaga, Mariano Galván, el capitán José Arias y posiblemente Francisco Araujo. 
Durante inicios y mediados de 1810, Mier y Altamirano fundó la Academia de la Cultura, o Literaria, de Querétaro, la cual fue sede de los conjurados. Adicionalmente, prestó su casa para diversas reuniones de los miembros de la conspiración. Esta misma casa es donde vivía también el presbítero José María Sánchez. Al descubrirse la conjura, algunos de los miembros del grupo iniciaron la lucha armada el 16 de septiembre, mientras que otros no alcanzaron a ser notificados y fueron apresados. Entre estos últimos se encontraba Mier y Altamirano, quien luego fue puesto en libertad, aunque siguió prestando servicios a la causa independentista, pues fue defensor de los sacerdotes José María Gastañeta y Escalada y José Mariano Abad y Cuadra, después de que estos fueron hechos prisioneros en la Batalla de Aculco. 
Fue luego regidor del ayuntamiento de Santiago de Querétaro y el 19 de septiembre de 1820, fue elegido diputado suplente para las Cortes, aunque al parecer no llegó a tomar posesión del puesto.

## Vida profesional
Consumada la Independencia de México en 1821, el licenciado Mier y Altamirano fue partícipe de los debates para la Constitución de la nueva nación y parte de la Junta Nacional Instituyente. Una de sus propuestas fue que la base para la designación de los diputados fueran las provincias, de modo que se designaran tres representantes por cada una, y no que se designaran por el número de habitantes.
En 1822, fue propuesto por el jefe político de Querétaro para ocupar el empleo de subdelegado de Cadereyta en lugar de Manuel Neyra. En 1823, desde la población de Tula, envió una solicitud al gobierno de México para que se le confiriera algún juzgado de letras u otros empleos adecuados a su profesión. Por esas fechas era conocido su caso para ingresar al Colegio de Abogados, pues fue el último en que se le solicitó al postulante el presentar requisitos como la descripción de su genealogía para comprobar su origen y su “limpieza de sangre”, como se acostumbraba durante el virreinato. 
Mier y Altamirano inició su trámite en marzo de 1823, y aunque al parecer no tenía problemas mayores para cumplir con el requisito de “limpieza de sangre”, necesitaba tiempo para reunir los documentos, principalmente actas de nacimiento y de bautismo. No obstante, gracias a las discusiones que vinieron después de esta solicitud de tiempo, principalmente por el nuevo orden que se había implantado con la Independencia y por el rechazo a lo que se consideraron restricciones dictadas en una época de privilegios apoyados por sangre y la nobleza hereditaria, el requisito de “limpieza de sangre” fue desechado el 24 de julio, y cinco días más tarde se le concedió la matrícula. Posteriormente, fue designado al despacho del Juzgado de Letras de Chalco, donde al parecer sería  acusado de diversas infracciones, en parte debido al complejo ambiente político que siguió a la consumación de la Independencia. 
A finales de 1826, se le informó  que sería nombrado Primer Juez de Distrito de la ciudad de San Luis Potosí, a donde tendría que trasladarse. Mier y Altamirano no estaba muy de acuerdo con seguir lejos del centro de las decisiones políticas, asentado en la Ciudad de México, pero aceptó el cambio. Por esta razón, envió una carta en la que solicitaba que se le tuviera presente en el futuro para uno de los juzgados de la Ciudad de México y que se le anticiparan mil pesos para trasladarse a San Luis Potosí para servir en el juzgado que se le había conferido. Así, el 20 de enero de 1827, se estableció en esta ciudad el primer Juzgado de Distrito del Estado, servido por él mismo. Al parecer, se hospedó inicialmente en casa de su hermano, el doctor Manuel Altamirano.
En esta localidad se desempeñó satisfactoriamente su labor, y logró la aprobación y el aprecio de muchos de los pobladores. Durante ese tiempo, en que estuvo relativamente lejos de la política, aprovechó para continuar con su vocación literaria y poética, con lo que logró que algunos de sus versos fueran publicados por la Junta Patriótica de la ciudad de Querétaro con motivo de la celebración del Grito de Dolores. Aun así, las revueltas y guerras internas en el país continuaban y afectaban a todos los miembros del gobierno, entre los que no escapaba él mismo. Por ejemplo, algunos escritos revelan que en 1831 fue encarcelado, aunque poco después obtuvo su libertad, y se sabe también que, en 1832, se le pidió que explicara las causas por la que había permanecido en la ciudad de San Luis Potosí después de que los disidentes la habían ocupado. 
Entre 1835 y 1836, fue promovido al cargo de promotor fiscal del Juzgado de Distrito de la Ciudad de México, aunque se le ordenó no marchar a esa ciudad hasta determinar y concluir el remate de las Salinas del Peñón Blanco y sus incidentes. Trabajaba entonces en la Ciudad de México, como lo había solicitado casi diez años antes. Posteriormente, en 1839, se le nombró juez interino de distrito en la misma urbe, cargo que dejó por enfermedad en 1841. Fue luego llamado para desempeñarse como suplente en la Fiscalía de la Suprema Corte de Justicia de la Nación en 1843. En 1844, fue postulado por la Asamblea Departamental de Querétaro como candidato a gobernador, en la elección que finalmente ganaría Sabás Antonio Domínguez. En 1845, fue magistrado propietario del Tribunal Superior de Justicia del Departamento de México.  Poco después, falleció el 8 de diciembre de 1845, en la Ciudad de México.

## Cargos y acciones importantes
- Abogado de la Real y Pontificia Universidad de México
- En 1810, miembro activo de la Conspiración de Querétaro, que fue uno de los inicios de la Independencia de México
- Regidor del ayuntamiento de Santiago de Querétaro
- En 1820, diputado electo suplente para las Cortes
- En 1822, diputado electo suplente para el Congreso Constituyente de 1822 de México
- En 1822, diputado de la Junta Nacional Instituyente
- En 1823, miembro del Colegio de Abogados de México
- Primer juez de distrito de San Luis Potosí de 1827 a 1835
- Promotor fiscal del Juzgado de Distrito de la Ciudad de México
- Juez interino de distrito en la Ciudad de México
- En 1843, magistrado suplente en la Fiscalía de la Suprema Corte de Justicia de la Nación
- En 1845, magistrado propietario del Tribunal Superior de Justicia del Departamento de México.